# リバウド
リバウド・ヴィトール・ボルバ・フェレイラ（Rivaldo Vítor Borba Ferreira, 1972年4月19日 - ）は、ブラジル、レシフェ出身の元サッカー選手。元ブラジル代表。
1999年にはバロンドールとFIFA最優秀選手賞を受賞した。
2002 FIFAワールドカップではロナウド、ロナウジーニョと共に3Rと呼ばれる攻撃陣を結成し、ブラジルの5回目の優勝に貢献した。
他の表記としては、リバルド、リヴァウド、リヴァルド、ヒバウド、ヒバルド、ヒヴァウド、ヒヴァルドなどがある。

## クラブ経歴
SEパルメイラスでの活躍を経て1996年、当時ヴェルディ川崎から500万ドルのオファーがきていたが、スペインのデポルティーボ・ラ・コルーニャに移籍。初年度にも関わらず46試合で21得点という好成績を残し、移籍したロナウドの後釜としてFCバルセロナへと移籍した。
バルセロナでは1997-98、1998-99シーズンでのリーグ連覇に貢献し、1998-99シーズンにはバロンドールとFIFA最優秀選手賞を受賞。2000-2001シーズンから背番号が「11」から「10」になり、スター選手であるルイス・フィーゴがライバル関係にあるレアル・マドリードへ移籍したため、リバウドがエースとなった。また2001-02シーズンでは、パトリック・クライファート、ハビエル・サビオラと共にトリデンテ（三叉の矛）とよばれるトリオの中心として、強烈な攻撃を披露していた、しかし、このシーズンのリバウドは怪我が多く、試合数得点数ともに加入以来最低の成績であった。
ルイ・ファン・ハール監督との折り合いが悪く、2002-03シーズンからファン・ハールがバルセロナの監督を再び就任することになると、2002年にACミランへ移籍した。だが、イタリアのプレースタイルに馴染めず、更に自身の離婚問題でコンディションを崩し出場機会に恵まれず、2003年に退団した。
その後ギリシャのオリンピアコスFCに移籍。リーグの得点王になるなど中心選手としてリーグ3連覇に貢献したが、2006-07シーズンオフに契約交渉が決裂し退団。ブラジルに帰国する予定であったが、家族がギリシャに残ることを希望したため、退団して2週間後にオリンピアコスのライバルであるAEKアテネFCと2年契約を結ぶ。しかし、またもチームと軋轢が生じ、2008年8月29日、ウズベキスタンリーグ1部のFCブニョドコルと2年契約を結んだことがAEKアテネより発表された。その後、クラブでは2連覇に貢献し、特に2009年シーズンにはリーグ得点王にも輝いた。
2010年8月にブニョドコルとの契約を解除して退団した。その後、自身のツィッター上において、2011年にリバウド自身が会長を務めるモジミリンECで現役生活を再開することを発表した。しかし、2011年1月23日にサンパウロFCへのレンタル移籍が発表された。それからカブスコルプSCド・パランカと契約を結んだ。そして2012-13シーズンからは、ADサンカエターノと1年契約で移籍し、2013年2月9日、移籍後初ゴールをあげた。
2014年3月15日、自身のインスタグラム内で現役引退を発表したが、2015年6月ブラジル２部で最下位に低迷するモジミリンECを救うために現役復帰を表明、7月7日ナウチコ戦で現役復帰後7月14日のマカエ戦では息子のリバウドJr (ヒバウド・ジュニオール、リバウジーニョとも) と親子揃って先発出場し、ともに得点をあげた。翌8月に再び現役引退を発表。

### バレンシア戦でのハットトリック
バルセロナ所属時の2000-01シーズンリーガ最終節、勝利した方が翌シーズンのチャンピオンズリーグ出場（4位）となるバレンシアCF戦で、リバウドはチームの全得点となるハットトリックを記録し勝利に導いた。1点目は前半3分、バレンシアの壁を僅かに掠めてネットに突き刺さったフリーキック。2点目は前半ロスタイムに、得意の強烈な低い弾道のミドルシュートでゴールを奪った。
そして3点目は、2対2の同点のまま、後半43分と残り時間はわずかとなり、引き分けならバレンシアがチャンピオンズリーグに出場するという状況であった。ペナルティエリア外にいたリバウドは、後方からのフランク・デ・ブールの浮き球のパスを「ゴールを背にしたまま胸でトラップすると、左足のオーバーヘッドキックを放ち」それを一挙動で行った。ゴールキーパーのサンティアゴ・カニサレスは、アウトカーブがかかったこのシュートを止められず、ゴール右下隅に突き刺さった。
スタンドで観戦していた当時のジョアン・ガスパール会長が珍しく狂喜乱舞し、試合が終了するとカンプ・ノウの観客は興奮のあまりピッチに崩れ込んだ。ルイス・エンリケに「あれはキャプテン翼でしか表現できないプレーだよ」、メディアからも「キャプテン翼は実在した」と評された。2001年から『キャプテン翼 ROAD TO 2002』が連載されるとリバウドをモデルにしたFCバルセロナとブラジル代表の10番・リバウールが登場し、上記のゴールシーンもリバウールの必殺技「ハイジャンピングボレー」として誌上で再現されている。

## 代表経歴
ブラジル代表としては1993年12月16日のメキシコ戦で代表デビューを飾る。1996年アトランタオリンピックのブラジル五輪代表にオーバーエイジとして出場するが、自身のミスもあり準決勝で敗戦した。この時のブラジル代表はフル代表と五輪代表の両方をザガロが兼務しており、アトランタ五輪での敗退の戦犯とされたリバウドは、五輪後しばらくフル代表に召集されなくなった時期があった。しかしその後すぐに代表復帰を果たし、FIFAワールドカップではブラジルの栄光のNo.10を1998年と2002年の二大会にわたって背負った。1998 FIFAワールドカップ大会では、準々決勝のデンマーク戦で当時世界最高のゴールキーパーと言われていたピーター・シュマイケルから2得点を奪うなど計3得点をあげたものの、優勝を逃した事もありブラジル国民を納得させることが出来なかった。
1999年のコパ・アメリカではロナウドとともに得点王になりMVPにも輝くと、2001年に行われた2002 FIFAワールドカップ南米予選では同国は苦戦を続けたが、10月7日のチリ戦で1得点を上げ本大会出場に貢献した。
2002年の本大会では5得点を決め決勝でも2得点に絡む活躍を見せ、代表で活躍出来ないと言われていた批判を一蹴し、ロナウド、ロナウジーニョ、カフー、ロベルト・カルロスらとともに5度目の優勝に大きく貢献した。
ペレ以外で、背番号10番を付けワールドカップにて中心選手として優勝したことがある選手は、現在までリバウドただ一人である。

## 人物
- 実家の家計が苦しく、ユース時代にはバス代を節約するために、19kmも離れた練習場まで歩いて通った。また、プロになって初めてステーキを食べた時に、それまで栄養失調だったことから歯が抜け落ち、入れ歯になってしまった。
- 息子のリバウジーニョもプロのサッカー選手であり、2015年には自身が会長を務めるモジミリンECで親子競演を果たした。2024年9月現在、FCファルル・コンスタンツァに在籍。

## 個人成績
| 国内大会個人成績 | 国内大会個人成績 | 国内大会個人成績 | 国内大会個人成績 | 国内大会個人成績 | 国内大会個人成績            | 国内大会個人成績 | 国内大会個人成績 | 国内大会個人成績 | 国内大会個人成績 | 国内大会個人成績 | 国内大会個人成績 |
| 年度             | クラブ           | 背番号           | リーグ           | リーグ戦         | リーグ戦                    | リーグ杯         | リーグ杯         | オープン杯       | オープン杯       | 期間通算         | 期間通算         |
| 年度             | クラブ           | 背番号           | リーグ           | 出場             | 得点                        | 出場             | 得点             | 出場             | 得点             | 出場             | 得点             |
| ブラジル         | ブラジル         | ブラジル         | ブラジル         | リーグ戦         | リーグ戦                    | ブラジル杯       | ブラジル杯       | オープン杯       | オープン杯       | 期間通算         | 期間通算         |
| ---------------- | ---------------- | ---------------- | ---------------- | ---------------- | --------------------------- | ---------------- | ---------------- | ---------------- | ---------------- | ---------------- | ---------------- |
| 1991             | サンタクルス     |                  |                  | 18               | 8                           |                  |                  |                  |                  |                  |                  |
| 1992             | モジミリン       |                  |                  | 27               | 9                           |                  |                  |                  |                  |                  |                  |
| 1993             | コリンチャンス   |                  | 1部              | 19               | 11                          |                  |                  |                  |                  |                  |                  |
| 1994             | コリンチャンス   |                  | 1部              | 22               | 6                           |                  |                  |                  |                  |                  |                  |
| 1994             | パルメイラス     |                  | 1部              | 29               | 13                          |                  |                  |                  |                  |                  |                  |
| 1995             | パルメイラス     |                  | 1部              | 45               | 17                          |                  |                  |                  |                  |                  |                  |
| 1996             | パルメイラス     |                  | 1部              | 30               | 23                          |                  |                  |                  |                  |                  |                  |
| スペイン         | スペイン         | スペイン         | スペイン         | リーグ戦         | リーグ戦                    | 国王杯           | 国王杯           | オープン杯       | オープン杯       | 期間通算         | 期間通算         |
| 1996-97          | デポルティーボ   | 11               | プリメーラ       | 41               | 21                          |                  |                  |                  |                  |                  |                  |
| 1997-98          | FCバルセロナ     | 11               | プリメーラ       | 34               | 19                          |                  |                  |                  |                  |                  |                  |
| 1998-99          | FCバルセロナ     | 11               | プリメーラ       | 37               | 24                          |                  |                  |                  |                  |                  |                  |
| 1999-00          | FCバルセロナ     | 11               | プリメーラ       | 31               | 12                          |                  |                  |                  |                  |                  |                  |
| 2000-01          | FCバルセロナ     | 10               | プリメーラ       | 35               | 23                          |                  |                  |                  |                  |                  |                  |
| 2001-02          | FCバルセロナ     | 10               | プリメーラ       | 20               | 8                           |                  |                  |                  |                  |                  |                  |
| イタリア         | イタリア         | イタリア         | イタリア         | リーグ戦         | リーグ戦                    | イタリア杯       | イタリア杯       | オープン杯       | オープン杯       | 期間通算         | 期間通算         |
| 2002-03          | ACミラン         | 11               | セリエA          | 22               | 5                           |                  |                  |                  |                  |                  |                  |
| 2003-04          | ACミラン         | 11               | セリエA          | 0                | 0                           |                  |                  |                  |                  |                  |                  |
| ブラジル         | ブラジル         | ブラジル         | ブラジル         | リーグ戦         | リーグ戦                    | ブラジル杯       | ブラジル杯       | オープン杯       | オープン杯       | 期間通算         | 期間通算         |
| 2004             | クルゼイロ       | 11               | 1部              | 11               | 2                           |                  |                  |                  |                  |                  |                  |
| ギリシャ         | ギリシャ         | ギリシャ         | ギリシャ         | リーグ戦         | リーグ戦                    | リーグ杯         | リーグ杯         | エラーダス杯     | エラーダス杯     | 期間通算         | 期間通算         |
| 2004-05          | オリンピアコス   | 5                | スーパー         | 23               | 12                          |                  |                  |                  |                  |                  |                  |
| 2005-06          | オリンピアコス   | 10               | スーパー         | 23               | 7                           |                  |                  |                  |                  |                  |                  |
| 2006-07          | オリンピアコス   | 10               | スーパー         | 27               | 17                          |                  |                  |                  |                  |                  |                  |
| 2007-08          | AEKアテネ        | 10               | スーパー         | 29               | 8                           |                  |                  |                  |                  |                  |                  |
| ウズベキスタン   | ウズベキスタン   | ウズベキスタン   | ウズベキスタン   | リーグ戦         | リーグ戦                    | リーグ杯         | リーグ杯         | オープン杯       | オープン杯       | 期間通算         | 期間通算         |
| 2008-09          | FCブニョドコル   | 6                | オリーリーグ     | 12               | 7                           |                  |                  |                  |                  |                  |                  |
| 2009-10          | FCブニョドコル   | 10               | オリーリーグ     | 30               | 20                          |                  |                  |                  |                  |                  |                  |
| 通算             | ブラジル         | ブラジル         | 1部              | 156              | 72\|\|\|\|\|\|\|\|\|\|\|\|  |                  |                  |                  |                  |                  |                  |
| 通算             | ブラジル         | ブラジル         |                  | 45               | 17\|\|\|\|\|\|\|\|\|\|\|\|  |                  |                  |                  |                  |                  |                  |
| 通算             | スペイン         | スペイン         | プリメーラ       | 198              | 107\|\|\|\|\|\|\|\|\|\|\|\| |                  |                  |                  |                  |                  |                  |
| 通算             | イタリア         | イタリア         | セリエA          | 22               | 5\|\|\|\|\|\|\|\|\|\|\|\|   |                  |                  |                  |                  |                  |                  |
| 通算             | ギリシャ         | ギリシャ         | スーパー         | 73               | 43\|\|\|\|\|\|\|\|\|\|\|\|  |                  |                  |                  |                  |                  |                  |
| 総通算           | 総通算           | 総通算           | 総通算           | 494              | 244\|\|\|\|\|\|\|\|\|\|\|\| |                  |                  |                  |                  |                  |                  |

| 国際大会個人成績 | 国際大会個人成績 | 国際大会個人成績 | 国際大会個人成績 | 国際大会個人成績 |
| 年度             | クラブ           | 背番号           | 出場             | 得点             |
| UEFA             | UEFA             | UEFA             | UEFA CL          | UEFA CL          |
| ---------------- | ---------------- | ---------------- | ---------------- | ---------------- |
| 1998-99          | FCバルセロナ     |                  | 6                | 3                |
| 1999-00          | FCバルセロナ     |                  | 14               | 10               |
| 2000-01          | FCバルセロナ     |                  | 13               | 11               |
| 2001-02          | FCバルセロナ     |                  | 12               | 6                |
| 2002-03          | ACミラン         |                  | 13               | 2                |
| 2004-05          | オリンピアコス   |                  | 6                | 1                |
| 2005-06          | オリンピアコス   |                  | 5                | 2                |
| 2006-07          | オリンピアコス   |                  | 6                | 0                |
| 2007-08          | オリンピアコス   |                  | 6                | 3                |
| 通算             | UEFA             | UEFA             | 81               | 38               |

## 代表歴

### 出場大会
- 1993年 - 2003年 ブラジル代表
  - 1997年 - コンフェデレーションズカップ 優勝
  - 1998年 - ワールドカップ 準優勝
  - 1999年 - コパ・アメリカ 優勝 MVP 得点王
  - 2002年 - ワールドカップ 優勝
- 1996年 U-23ブラジル代表
  - 1996年 - アトランタオリンピック 3位

### 試合数
- 国際Aマッチ 74試合 35得点（1993年-2003年）[4][1]

| ブラジル代表 | 国際Aマッチ | 国際Aマッチ |
| 年           | 出場        | 得点        |
| ------------ | ----------- | ----------- |
| 1993         | 1           | 1           |
| 1994         | 1           | 0           |
| 1995         | 5           | 1           |
| 1996         | 2           | 2           |
| 1997         | 4           | 1           |
| 1998         | 12          | 5           |
| 1999         | 13          | 8           |
| 2000         | 11          | 8           |
| 2001         | 8           | 3           |
| 2002         | 10          | 5           |
| 2003         | 7           | 1           |
| 通算         | 74          | 35          |

## タイトル

### クラブ
パルメイラス
- セリエA : 1994
- サンパウロ州選手権 : 1994, 1996

バルセロナ
- UEFAスーパーカップ : 1997
- プリメーラ・ディビシオン : 1997-98, 1998-99
- コパ・デル・レイ : 1997-98
- コパ・カタルーニャ : 1999-2000

ミラン
- UEFAチャンピオンズリーグ : 2002-03
- コッパ・イタリア : 2002-03

クルゼイロ
- カンピオナート・ミネイロ : 2004

オリンピアコス
- ギリシャ・スーパーリーグ : 2004-05, 2005-06, 2006-07
- ギリシャ・カップ : 2004-05, 2005-06

ブニョドコル
- ウズベク・リーグ : 2008, 2009, 2010
- ウズベキスタン・カップ : 2008, 2010

### 代表
ブラジル代表
- FIFAコンフェデレーションズカップ : 1997
- コパ・アメリカ : 1999
- FIFAワールドカップ : 2002

### 個人
- 1999年 - FIFA最優秀選手賞
- 1999年 - バロンドール
- 1999年 - コパ・アメリカ MVP 得点王 (5得点)
- 1999年 - 20世紀の偉大なサッカー選手100人 51位 (ワールドサッカー誌選出)
- 1999年 - 2000年 - UEFAチャンピオンズリーグ得点王 (10得点) (FCバルセロナ)
- 2009年 - ウズベク・リーグ得点王 (20得点)